# 代县

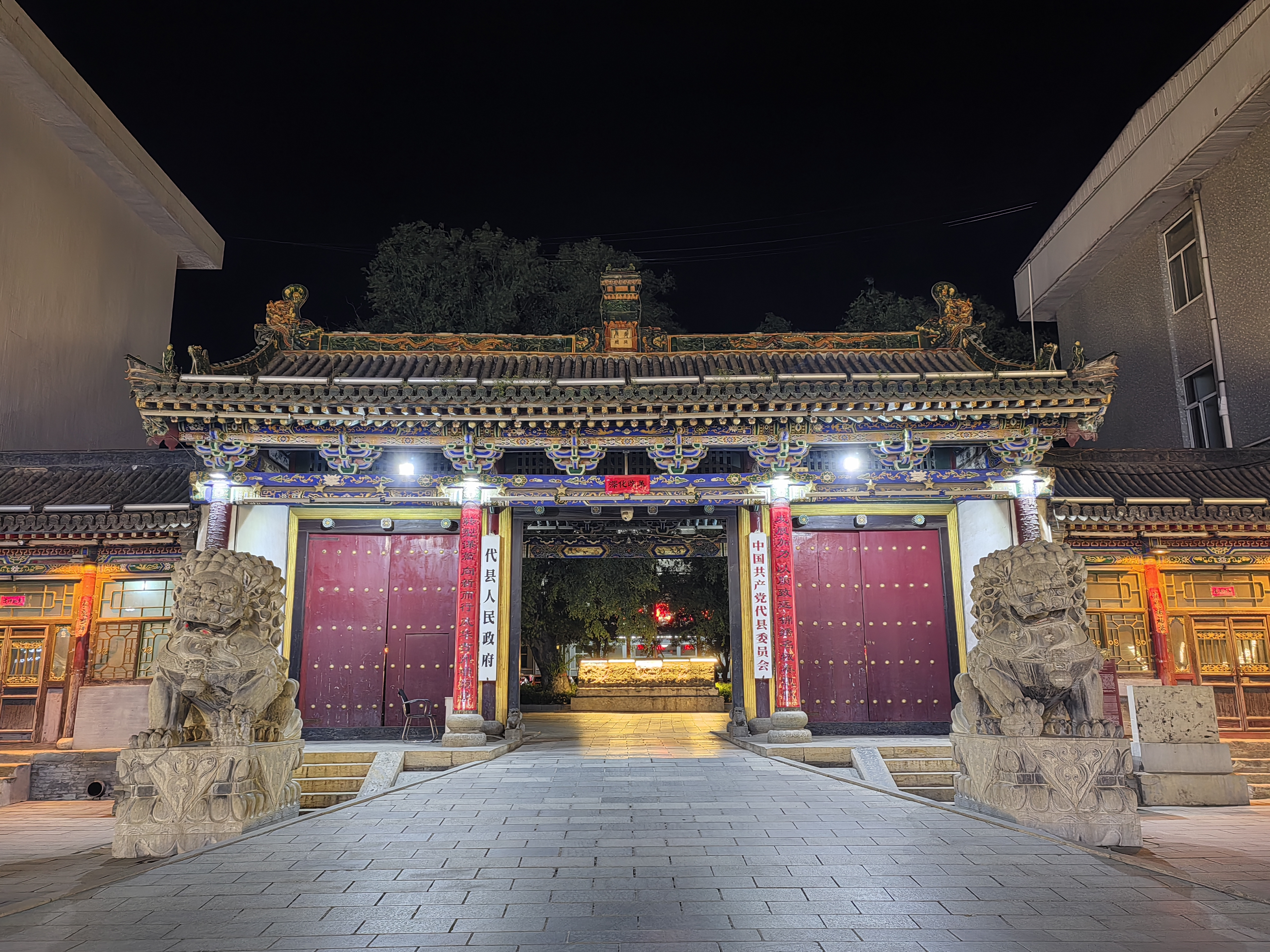
代县人民政府位於舊代州衙署

代县是山西省忻州市下辖的县，位于山西省东北部、长城雁门关脚下。历来为中国北方的军事重镇，1994年被定为国家历史文化名城。
代县境内多为山地，地势险要，是中国古代史上最重要的军事要塞之一。为了防御北方草原游牧民族的骚扰和入侵，而筑有长城雁门关。李牧、薛仁贵、郭子仪、杨业等历代名将都曾在代州镇守，这里两千多年来共发生了一百五十多起战争。

## 歷史
西汉置广武县，东汉时为雁门郡治。隋雁门郡改为代州，广武县改名为雁门县。金后期，为蒙古占领，省雁门县入代州。清雍正年间升为代州直隶州，1912年废州改称代县。现隶属于忻州市管辖。縣人民政府駐雁門關鎮。

## 行政区划
代县下辖7个镇、4个乡：
上馆镇、阳明堡镇、峨口镇、聂营镇、枣林镇、雁门关镇、峪口镇、新高乡和上磨坊乡。

## 經濟
代縣经济以农业和采矿业为主。县境中部的滹沱河沿岸存在一片盆地，土地较为肥沃，适合于农业生产。主要作物有小麦、谷子、高粱、玉米等。盛产辣椒干，是中国四大辣椒产地之一。境内还有不少铁矿，其含铁量较高，因此采矿业也成为当地的支柱产业。

## 人口
根據第七次人口普查數據，截至2020年11月1日零時，代縣常住人口為178870人。

## 交通
- 铁路：京原铁路穿越代县，设代县站；大西高速铁路设雁门关站。
- 公路： 二广高速与 108国道过境。

## 文化和旅游
今天，代县全县遍布着诸多的文物古迹。现存代州城墙修建于明朝初期，墙体基本保存完整。城中央的边靖楼，又称鼓楼，规模宏伟，在民间流传着“代州鼓楼应州塔（指应县木塔）”的歌谣。城内还有阿育王塔、文庙、文昌祠、城隍庙、武庙、慈云庵等古建筑。城外则有阳明堡、杨忠武祠、赵杲观等各种遗迹。
由于代县地处边塞，历代多有文人骚士如李白、陈子昂、王昌龄、范仲淹等在此登临怀古，留下不少著名诗篇。当地的民间艺术如剪纸、绘画等亦颇有特色。
- 国家历史文化名城
- 全国重点文物保护单位：阿育王塔 边靖楼 长城—雁门关 代县文庙